# 天主教歐拜伊德教區
天主教歐拜伊德教區（拉丁語：Dioecesis Elobeidensis），是羅馬天主教會以蘇丹共和國歐拜伊德為中心的一個教區，屬喀土穆總教區。
範圍包括該國中西部、科爾多凡和達爾富爾地區。2006年有151,200名教友，十三個堂區、三十五名司鐸。現任教區主教為彌額爾·迪蒂·阿德干·曼格里亞。
1960年5月10日設代牧區，1974年12月12日升格為教區。